# Wincenty Granat

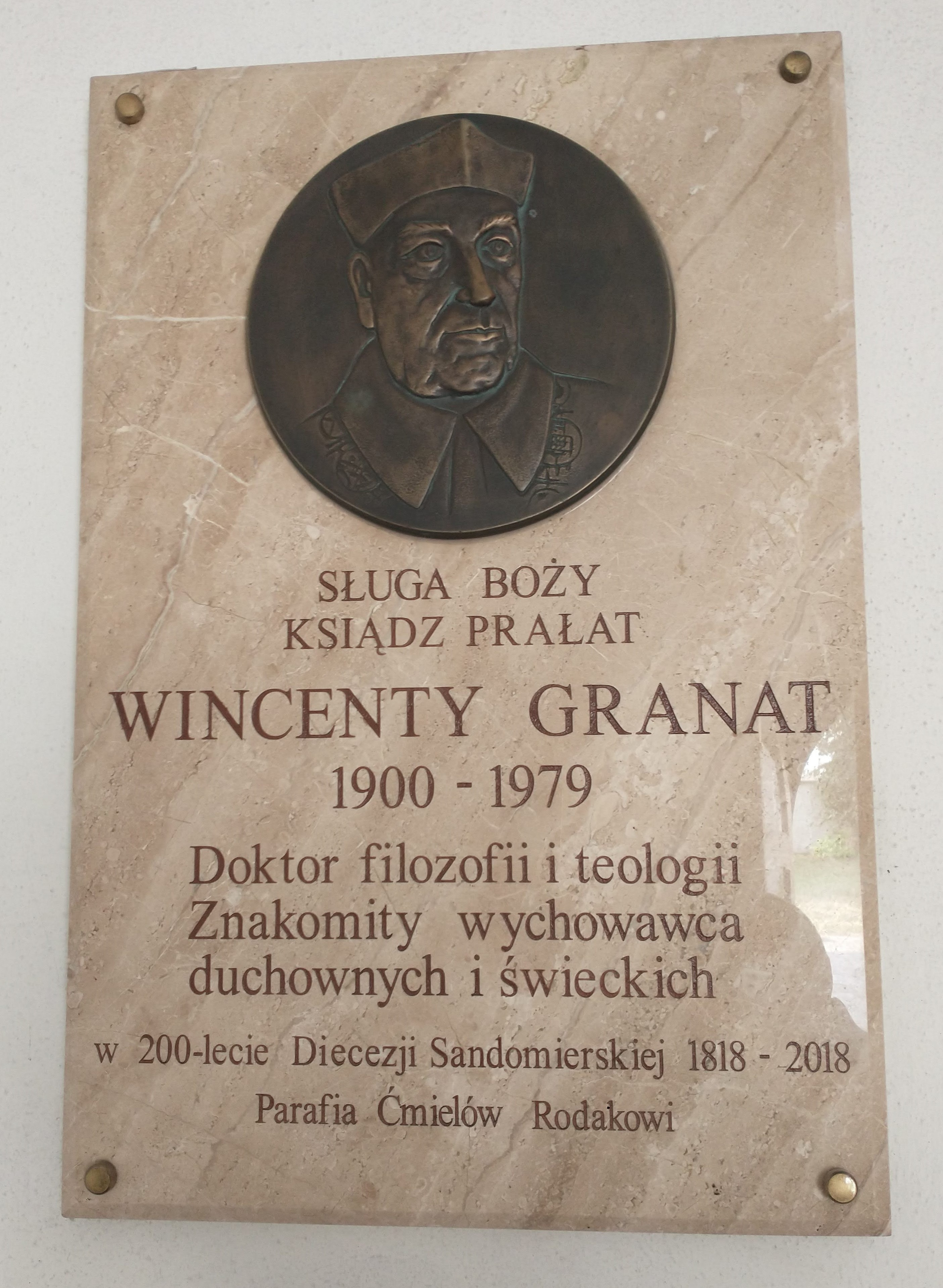
Tablica pamiątkowa w kościele Wniebowzięcia Najświętszej Maryi Panny w Ćmielowie

Wincenty Granat (ur. 1 kwietnia 1900 w Ćmielowie, zm. 11 grudnia 1979 w Sandomierzu) – polski duchowny katolicki, profesor doktor habilitowany, pisarz, pedagog, teolog, dogmatyk, rektor KUL. Sługa Boży Kościoła katolickiego, wykładowca Wydziału Teologii Katolickiego Uniwersytetu Lubelskiego.

## Życiorys
Urodził się 1 kwietnia 1900 w Ćmielowie. Jego rodzicami byli: Jan, robotnik w fabryce porcelany i Antonina z Jedlickich. Mając osiem lat zaczął uczęszczać do szkoły elementarnej, a po jej ukończeniu kontynuował naukę w Gimnazjum Męskiej Szkoły Filologicznej w Sandomierzu. W 1918 roku wstąpił do sandomierskiego Seminarium Duchownego, które ukończył uzyskując dyplom i święcenia subdiakona. Biskup Marian Józef Ryx skierował go na dalsze specjalistyczne studia do Rzymu na Uniwersytecie Gregoriańskim. Studiował razem ze swoim przyjacielem, przyszłym biskupem Piotrem Gołębiowskim. W 1924 roku przyjął w Katedrze sandomierskiej święcenia kapłańskie i wrócił do Rzymu, by kontynuować studia, które zakończył dwoma doktoratami: z filozofii i teologii.
Po powrocie do kraju został prefektem szkół powszechnych w Radomiu, a w 1929 roku nauczycielem religii w Państwowym Seminarium Nauczycielskim Męskim. Nie ograniczył się wyłącznie do pracy dydaktycznej. Brał udział w pracach organizacji młodzieżowych, prowadził wykłady dla społeczności Radomia. Zajmował się także działalnością społeczną i charytatywną. Od 1931 roku był dyrektorem Stowarzyszenia Pań Miłosierdzia Świętego Wincentego a Paulo, które niosło pomoc osobom będącym w trudnej sytuacji materialnej i moralnej. W tym czasie w różnych czasopismach zaczęły ukazywać się jego pierwsze artykuły. W 1933 roku został profesorem Wyższego Seminarium Duchownego w Sandomierzu, gdzie nauczał m.in. logiki, kosmologii, psychologii i ontologii. Dwa lata później pełnił funkcję kierownika duchownego Niższego Seminarium Liceum Kurii Diecezjalnej w Sandomierzu. W 1935 roku powierzono mu także obowiązek cenzora książek i wydawnictw. W czasie niemieckiej okupacji z lat 1939–1945 działał w tajnym nauczaniu na tzw. kompletach. Pracę pedagogiczną i badawczą łączył z wykładami oraz publikacjami artykułów i skryptów.
W kwietniu 1947 roku otrzymał godność kanonika honorowego kapituły sandomierskiej, a rok później kanonika gremialnego Kapituły Katedralnej Sandomierskiej. W roku 1952 rozpoczął prowadzenie wykładów i seminariów na Katolickim Uniwersytecie Lubelskim, godząc je z dotychczasowymi zajęciami w sandomierskim Seminarium Duchownym. Początkowo pracował jako zastępca profesora, w latach 1956–1960 jako docent i 1961–1970 jako profesor. Będąc kierownikiem katedry teologii dogmatycznej, pracował także w Towarzystwie Naukowym KUL, gdzie w latach 1963–1970 pełnił funkcję prezesa; członek komitetu redakcyjnego Encyklopedii Katolickiej T. I–III, „Roczników Teologiczno-Kanonicznych” oraz „Zeszytów Naukowych KUL”.
W Lublinie zamieszkał na stałe w 1956 roku. W 1965 został rektorem KUL, z powodu kłopotów zdrowotnych zrzekł się jednak tej funkcji w 1970 roku, opuścił Lublin i zamieszkał w Niezdowie w domu Sióstr Służebniczek NMP Niepokalanej jako rezydent, poświęcając się pracy naukowej i duszpasterskiej. Tam też obchodził swój złoty jubileusz kapłański. W 1973 roku otrzymał nominację na prałata kustosza, następnie na scholastyka Kapituły Katedralnej Sandomierskiej. W sierpniu 1977 roku wrócił do swej diecezji, zamieszkał w Domu Kapitulnym w Sandomierzu. Pracował nad rozpoczętymi artykułami i książkami, pomagał w duszpasterstwie, głosił niedzielne homilie, spowiadał. W tym samym roku Zarząd Towarzystwa Naukowego KUL przyznał księdzu za całokształt działalności naukowej nagrodę im. ks. Idziego Radziszewskiego, a rok później medal „Za zasługi dla Katolickiego Uniwersytetu Lubelskiego”.
Występował w obronie represjonowanych studentów KUL i innych uczelni Lublina w czasie wydarzeń marcowych 1968 r., dzięki czemu żaden z nich nie został wydalony z uczelni mimo nacisków komunistycznej władzy. Aresztowanym studentom pomógł zapłacić kary grzywny z własnej kieszeni i dokonanych zbiórek pieniężnych, co chroniło przed 3-miesięcznym aresztem.
W 1978 roku odmówił przyjęcia Orderu Odrodzenia Polski nadanego mu przez Radę Państwa Polskiej Rzeczypospolitej Ludowej.
W 1979 otrzymał Nagrodę im. Księdza Idziego Radziszewskiego Towarzystwa Naukowego KUL za rok (1978), za całokształt dorobku naukowego w duchu humanizmu chrześcijańskiego.
Dorobek naukowy ks. Wincentego Granata to 330 publikacji.
Ks. Wincenty Granat zmarł w opinii świętości 11 grudnia 1979 roku i został pochowany w grobowcu Kapituły Sandomierskiej na Cmentarzu Katedralnym w Sandomierzu.
12 czerwca 1995 rozpoczął się jego proces beatyfikacyjny.
Z okazji 40. rocznicy Marca '68 za obronę represjonowanych studentów został pośmiertnie odznaczony przez prezydenta RP Lecha Kaczyńskiego Krzyżem Komandorskim Orderu Odrodzenia Polski.

## Myśl teologiczna
W swoich pracach podejmował bardzo szeroki zakres tematyczny, także te zagadnienia, które pojawiły się w minionych wiekach np. szesnastowieczny spór o naturę łaski skutecznej. Podkreślał szacunek dla Tradycji chrześcijańskiej. Ukazywał życiowe wartości dogmatów chrześcijańskich. Podejmował kwestie problematyczne współczesnej teologii np. pytanie o psychiczną jedność Boga i człowieka w osobie Chrystusa. W swoim głównym dziele Dogmatyka katolicka omówił większość zagadnień teologii dogmatycznej, korzystając z metody scholastycznej.

## Dzieła
Autor wielu haseł do Encyklopedii Katolickiej, a także szeregu prac książkowych o charakterze filozoficzno-teologicznym, w tym monumentalnej Dogmatyki katolickiej, t. I–IX Lublin 1959–1967, przepracowanej następnie w duchu II Soboru Watykańskiego i opublikowanej pod tytułem Ku człowiekowi i Bogu w Chrystusie T. I–II, Lublin 1972–1974. Inne ważniejsze prace to: Teodycea, Lublin 1962, Osoba ludzka. Próba definicji, Sandomierz 1961, U podstaw humanizmu chrześcijańskiego, Poznań 1976. Pośmiertnie wydano Wybór pism ks. Wincentego Granata, Warszawa 1984, Personalizm chrześcijański. Teologia osoby ludzkiej, Poznań 1985. Pod jego redakcją ukazały się także prace zbiorowe m.in. Jezus Chrystus. Historia i tajemnica, Lublin 1988 oraz Z zagadnień kultury chrześcijańskiej.
Do grona jego uczniów należy wielu wybitnych teologów polskich m.in. ks. Czesław Bartnik, ks. Roman E. Rogowski, ks. Wacław Hryniewicz OMI.